# Halichoeres bicolor
Halichoeres bicolor là một loài cá biển thuộc chi Halichoeres trong họ Cá bàng chài. Loài này được mô tả lần đầu tiên vào năm 1801.

## Từ nguyên
Từ định danh bicolor trong tiếng Latinh có nghĩa là "có hai màu", hàm ý đề cập đến hai sắc màu trên cơ thể của loài cá này: nửa trên sẫm nâu còn nửa dưới vàng nhạt.

## Phạm vi phân bố và môi trường sống
Ở Ấn Độ Dương, H. bicolor được biết đến tại Sri Lanka và biển Andaman (ghi nhận của H. bicolor tại đảo Giáng Sinh chưa được xác thực); còn ở Thái Bình Dương, loài này được phân bố chủ yếu trong khu vực Đông Nam Á. Ở Việt Nam, H. bicolor được ghi nhận tại vịnh Hạ Long (Quảng Ninh), vịnh Vân Phong (Khánh Hòa) và bờ biển Hà Tiên (Kiên Giang).
H. bicolor sống trên nền đáy bùn, cát gần các rạn viền bờ hoặc trong thảm cỏ biển ở độ sâu đến ít nhất là 20 m.

## Mô tả
H. bicolor có chiều dài cơ thể tối đa được ghi nhận là 12 cm. Sọc đen dọc theo chiều dài thân mảnh khi còn nhỏ, trở nên dày hơn khi trưởng thành với một hàng đốm màu xanh lam óng ở giữa thân. Sọc này ngăn cách hai vùng màu của cơ thể. Đốm đen ở phía trước vây lưng của cá cái và cá con, thường biến mất ở cá đực trưởng thành. Có một dải màu nâu đỏ viền xanh lam ở trên đầu, kéo dài từ mõm đến dưới mắt; và một dải sọc lam mỏng, cong lên ở trên má. Có một đốm màu nâu đen thuôn dài theo chiều dọc nằm phía sau mắt.
Số gai ở vây lưng: 9; Số tia vây ở vây lưng: 12; Số gai ở vây hậu môn: 3; Số tia vây ở vây hậu môn: 12; Số gai ở vây bụng: 1; Số tia vây ở vây bụng: 5.

## Sinh thái học
Thức ăn của H. bicolor có thể là các loài thủy sinh không xương sống. Chúng thường sống theo từng nhóm nhỏ, nhưng cũng có thể sống đơn độc.